# 波雷诺县
波雷诺县一译波礼努县，是柬埔寨西哈努克省下辖的一个县。柬埔寨华人称其为泉仔港。
据2008年人口普查，此县共89,238人。
在民主柬埔寨时期，这里隶属于贡布省。